# Phalera albicosta
Phalera albicosta är en fjärilsart som beskrevs av Kayser 1860. Phalera albicosta ingår i släktet Phalera och familjen tandspinnare. Inga underarter finns listade i Catalogue of Life.